# Kirchenkreis Saar-Ost
Der Kirchenkreis Saar-Ost ist einer der 37 Kirchenkreise der Evangelischen Kirche im Rheinland. Er entstand 2010 durch die Fusion des Kirchenkreises Ottweiler mit dem saarländischen Teil des Kirchenkreises St. Wendel. Sitz der Superintendentur des Kirchenkreises das Verwaltungsamts des Kirchenkreisverbands An der Saar in Saarbrücken. 

## Gebiet
Der Kirchenkreis erstreckt sich über den Landkreis Neunkirchen sowie Teile des Landkreises St. Wendel und des Regionalverbandes Saarbrücken. Zu den 14 Kirchengemeinden (davon eine Gesamtkirchengemeinde) gehören ca. 47.000 Gemeindeglieder.

## Geschichte
In der Grafschaft Saarbrücken und der Herrschaft Ottweiler wurde 1575 durch das neue Herrscherhaus Nassau-Weilburg das Luthertum eingeführt. Viele der Gemeinden vor allem im südlichen Teil des Kirchenkreises bestehen daher schon seit mehreren Jahrhunderten. Im Herzogtum Lothringen und im Erzstift Trier konnte sich die Reformation dagegen nicht durchsetzen; die meisten evangelischen Gemeinden entstanden erst in der Zeit der Industrialisierung oder noch später. Nachdem durch den Zweiten Pariser Frieden 1815 der Großteil des heutigen Saarlandes an die preußische Rheinprovinz gefallen war, wurde 1817 der Kirchenkreis Saarbrücken (nach damaligem Sprachgebrauch Synode Saarbrücken) gegründet. 1897 wurde der Kirchenkreis St. Johann von ihm abgetrennt. 1946 wurde das Gebiet, das inzwischen zur Evangelischen Kirche im Rheinland gehörte, in die Kirchenkreise Ottweiler, Saarbrücken und Völklingen aufgeteilt. Saarbrücken und Völklingen fusionierten 2009 zum Kirchenkreis Saar-West, Ottweiler und ein Teil des Kirchenkreises St. Wendel 2010 zum Kirchenkreis Saar-Ost.
Die Kreissynode wählte bei ihrer konstituierenden Tagung 2010 in Ottweiler den St. Wendeler Pfarrer Gerhard Koepke, der schon seit 1996 Superintendent des Kirchenkreises St. Wendel war, zum ersten Superintendenten des Kirchenkreises. Seit 2013 ist das Superintendentenamt ein Hauptamt. Zu Koepkes Nachfolger wurde 2017 Markus Karsch, bis dahin Pfarrer der Kirchengemeinde St. Wendel, gewählt. Er wurde im April 2018 durch den Präses der Ev. Kirche im Rheinland, Manfred Rekowski, in sein Amt eingeführt.
Im Juni 2024 beschlossen die evangelischen Kirchenkreise Saar-Ost und Saar-West ihre Fusion, die am 1. Januar 2026 vollzogen werden soll.

## Gemeinden
Zum Kirchenkreis Saar-Ost gehören folgende Kirchengemeinden:
| Kirchengemeinde          | Kirchen der Gemeinde (Auswahl)                                               | Bemerkungen           |
| ------------------------ | ---------------------------------------------------------------------------- | --------------------- |
| Dirmingen                | Evangelische Kirche (Dirmingen) Evangelische Kirche Berschweiler             |                       |
| Dörrenbach               | Evangelische Kirche (Dörrenbach) Evangelische Kirche Fürth                   |                       |
| Dudweiler/Herrensohr     | Christuskirche (Dudweiler) Kreuzkirche (Saarbrücken-Herrensohr)              |                       |
| Elversberg               | Evangelische Kirche (Elversberg)                                             |                       |
| Fischbach                | Evangelische Kirche (Fischbach)                                              |                       |
| Friedrichsthal           | Evangelische Kirche Friedrichsthal (Saar)                                    |                       |
| Heiligenwald             | Evangelische Kirche Heiligenwald                                             |                       |
| Landsweiler-Schiffweiler | Evangelische Kirche (Landsweiler-Reden)                                      |                       |
| Neunkirchen              | Christuskirche (Neunkirchen (Saar)) Paul-Gerhard-Kirche Wellesweiler         |                       |
| Ottweiler                | Evangelische Kirche (Ottweiler)                                              |                       |
| St. Wendel               | Evangelische Stadtkirche (St. Wendel) Evangelische Kirche (Niederlinxweiler) | Gesamtkirchengemeinde |
| Sulzbach/Saar            | Evangelische Kirche (Sulzbach/Saar) Evangelische Kirche Altenwald            |                       |
| Uchtelfangen             | Evangelische Kirche Uchtelfangen                                             |                       |
| Wiebelskirchen           | Evangelische Kirche (Wiebelskirchen)                                         |                       |

## Superintendenten
- 2010–2018 Gerhard Koepke
- 2018–0000 Markus Karsch